# Troiițke, Berdeansk
Troiițke (în ucraineană Троїцьке) este localitatea de reședință a comunei Karla Marksa din raionul Berdeansk, regiunea Zaporijjea, Ucraina.

## Demografie
Componența lingvistică a localității Troiițke
     Ucraineană (90,62%)
     Rusă (8,51%)
     Alte limbi (0,11%)
Conform recensământului din 2001, majoritatea populației localității Troiițke era vorbitoare de ucraineană (90,62%), existând în minoritate și vorbitori de rusă (8,51%).